# コザクラバシガン

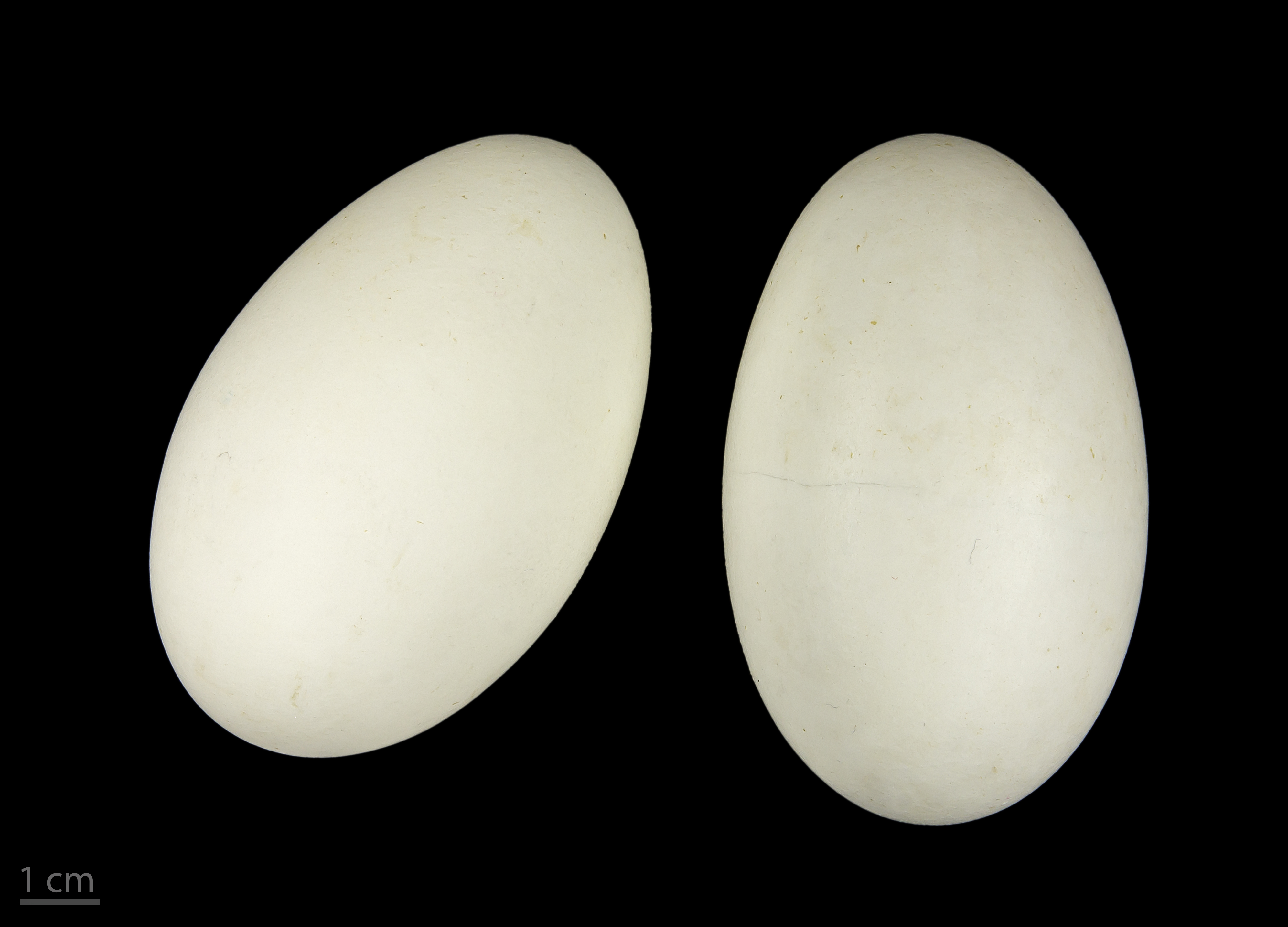
Anser brachyrhynchus

コザクラバシガン (小桜嘴雁、Anser brachyrhynchus)は、鳥類の一種。雁の仲間。

## 分布
旧北区、新北区に生息する。